# نورالدین آشتیانی
 نورالدین آشتیانی (زاده ۱ فروردین ۱۲۹۷ در تهران) از تهیه کننده و از توزیع کنندگان برجسته سینمای ایران و دبیر نخستین جشنواره جهانی فیلم تهران بود.

## زندگینامه
آشتیانی در سال‌های جوانی به استخدام وزارت کار درآمد اما علاقه‌اش به سینما و تئاتر نگذاشت که از دنیای هنر دور بماند. در دهه ۱۳۲۰ و ۳۰ شمسی برای انتشار فیلم‌هایی نو که کسی رغبت به سرمایه‌گزاری در آن نداشت تلاش زیادی کرد. او فیلم‌هایی را وارد ایران کرد که از جمله همشهری کین ساخته اورسن ولز ، در حالی که برای برخی از آنها نمایش دهنده‌ای نمی‌یافت. در سال ۱۳۵۱ نخستین دبیر عامل جشنواره جهانی فیلم تهران شد و در سال‌های دهه پنجاه به عضویت شورای عالی هنرهای نمایشی درآمد. آخرین کار مهم او تهیه فیلم انیمیشن بلند«موش و گربه» بر مبنای اثر معروف عبید زاکانی بود.

## در سینما
آشتیانی به عنوان پخش کننده و سپس سینمادار وارد کار سینما شد و اغلب، فیلم‌های باارزش زمان خود را پخش می‌کرد که کمتر پخش کننده‌ای چنین کاری را انجام می‌داد، مثل رقابت در شهر (فرخ غفاری) در سال ۱۳۴۲ و ضربت (ساموئل خاچیکیان). در زمینه فیلم‌های خوب خارجی بسیار پیشرو و مترقی بود و همشهری کین یکی از مهم‌ترین شاهکارهای تاریخ سینما اثر اورسن ولز را برای شیفتگان سینما در ایران به فارسی دوبله کرده و پخش کرد. او سپس به عنوان نماینده وارد کنندگان فیلم‌های خارجی برگزیده شد. در سال ۱۳۵۰ عضو هیئت داوری جشنواره سینمایی سپاس شد. و در فروردین ۱۳۵۱ نخستین جشنواره جهانی فیلم تهران را به‌عنوان دبیرکل آن برنامه ریزی کرد که در کنارش فرخ غفاری به عنوان مدیر این جشنواره همکاری می‌کرد. این جشنواره بلافاصله از سوی فدراسیون های جهانی تهیه کنندگان به رسمیت شناخته شد و جای مهمی درصحنه جهانی باز کرد. وی برای معرفی سینمای ایران در صحنه جهانی تلاش‌هایی انجام داد و یک هفته فیلم ایران درسال ۱۳۵۳در پاریس برپا کرد. همچنین تعدادی از فیلمهای آن زمان را در بازار جشنواره کن به نمایش درآورد. جدا از این فیلم سفر سنگ از مسعود کیمیایی و جستجو از امیر نادری را در بازار جشنواره کن برای خریداران نشان داد. 
درسال ۱۹۸۰ آقای اشتیانی، بلافاصله بعد از انقلاب فیلم چریکه تارا (بهرام بیضایی) را که خود آن را زیرنویس فرانسه کرده بود، به جشنواره کن معرفی کرد که در بخش نوعی نگاه انتخاب شد. بعداً فیلم ، مدرسه‌ای که می‌رفتیم (داریوش مهرجویی) را به جشنواره سه قاره نانت معرفی کرد. در آن موقع او نماینده کانون پرورش فکری کودکان و نوجوانان هم بود که حقوق فروش جهانی فیلم دونده (امیر نادری) را درابتدا در اختیار داشت و به فرانسه ، بلژیک ، آمریکا و دیگر کشورها فروخت. دو سال بعد، آشتیانی دو فیلم خانه دوست کجاست؟ (عباس کیارستمی) و شاید وقتی دیگر (بهرام بیضایی) را به پاریس برد تا به جشنواره سه قاره نانت معرفی شود. که اولی در خارج از مسابقه  و دومی در مسابقه جشنواره سه قاره درسال ۱۹۸۸ برای نخستین بار درجهان به نمایش درآمد. سال بعد از آن، خانه دوست کجاست؟ دربخش مسابقه جشنواره لوکارنو به نمایش در آمد که از این پس بنیاد سینمایی فارابی، امور این فیلم را در دست گرفت و علی‌رضا شجاع‌نوری بعنوان رئیس امور بین‌الملل فارابی، قرارداد این فیلم را برای فرانسه با کمپانی گراند فیلم کلاسیک امضا رسانید.

## مرگ
پیکر بی‌جان نورالدین آشتیانی که در سال‌های آخر عمر به تنهایی در پاریس زندگی می‌کرد در ۲۳ فروردین ۱۳۸۳ در منزل محل سکونتش پیدا شد. پزشکی قانونی، مرگ را در اثر سکته قلبی و پنج روز پیش از کشف جسد اعلام کرد  نهایتاً دبیر نخستین جشنواره جهانی فیلم تهران، در گورستان تیه، در حومه پاریس به خاک سپرده شد.

## پیوند
- جشنواره جهانی فیلم تهران
- جشنواره سینمایی سپاس